# معركة بيروت (1126)
معركة بيروت كانت اشتباكًا عسكريًا بين الصليبيين والفاطميين في بيروت. توقفت البحرية الفاطمية في بيروت للحصول على المياه، إلا أنها سرعان ما هُزمت على يد حامية بيروت.

## الخلفية
بعد عيد الفصح عام 1126، سمع الملك اللاتيني، بلدوين الثاني ملك القدس، شائعات عن غزو وشيك من الفاطميين، مما أعطاه سببًا للعودة إلى صور. فإذا أراد طغتكين التعاون مع الفاطميين، فسوف يتعين عليه التنازل عن القوات البرية والبحرية. كان بلدوين ينظم الدفاعات عندما أبلغه رسول من أنطاكية أن الأتراك كانوا يغزون إمارة أنطاكية. قرّر بالدوين تقسيم قواته، وترك بعضها على الساحل بينما ذهب الباقي لملاقاة الأتراك.

## المعركة
وفي العام نفسه، أرسل الأسطول الفاطمي سربًا شمالًا لمداهمة الصليبيين. وقد مرّوا بالعديد من المدن الساحلية التي كانت تحت سيطرة الصليبيين. كانت البحرية تستكشف وتنتظر حتى بيروت، على أمل اغتنام الفرصة لإلحاق الضرر بالصليبيين. لم تكن البحرية مدعومة بالقوات البرية ولم تكن قادرة على نقل الإمدادات إلى أي مكان شمال عسقلان. بدأ الفاطميون يعانون من العطش بسبب نقص المياه العذبة. أُجبروا على النزول إلى البر لجلب المياه من الجداول والينابيع. هبطوا قرب بيروت. كانت حامية الصليبيين في بيروت، المكونة من السكان والحجاج، تراقب الفاطميين، فشنت هجومًا بالفرسان والرماة. هزم الصليبيون الفاطميين ودفعوهم إلى البحر، مما أسفر عن مقتل العديد من البحارة بينما مات آخرون متأثرين بجروح السهام أثناء ركضهم إلى القوارب.

## العواقب
كانت المعركة بمثابة المحاولة الأخيرة التي قام بها الفاطميون لشن أي هجوم ضد الصليبيين، وقد أثبتت نهايتها أن التهديد الذي تشكله أنطاكية كان من المهم جدًا التركيز عليه.